# Isländska falkorden

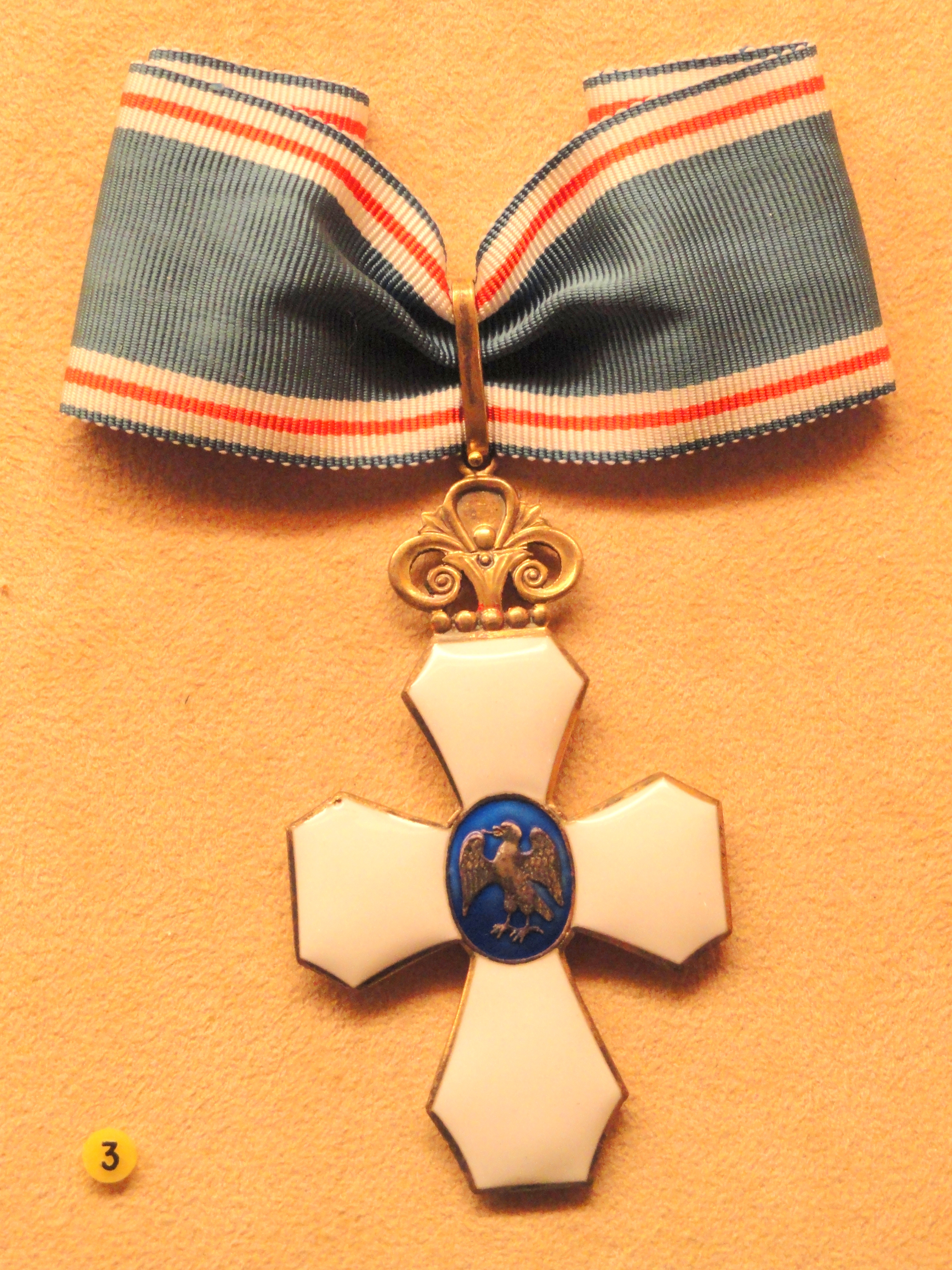
Isländska falkorden.

Isländska falkorden (isländska: Hin íslenska fálkaorða), är en isländsk orden instiftad den 3 juli 1921 av Kristian X av Danmark och Island. Islands president är ordens stormästare.
Efter utropandet av Republiken Island 17 juni 1944 togs kungakronan bort från orden enligt nya bestämmelser den 11 juli 1944.

## Klasser
Orden har fem klasser:
1. Keðja með stórkrossstjörnu, på svenska Storkors med kedja (StkIFOmkedja), bara för statschefer
2. Stórkrossriddari, på svenska Storkors (StkIFO)
3. Stórriddari með stjörnu, på svenska Kommendör med stjärna (KIFOmstj)
4. Stórriddari, på svenska Kommendör (KIFO)
5. Riddari, på svenska Riddare (RIFO)

## Svenskar som mottagit orden
Listan är inkomplett.
- Knut Hammarskjöld
- Carl XVI Gustaf[2]
- Drottning Silvia[2]
- Håkan Juholt, Ambassadör 2017-2020
- Ambassadören, professor Bo J. Theutenberg
- Diplomaten Herman af Trolle, storkorset 2002-07-08
- Kjell Hanson, riddarkorset 2002-11-14
- Thorsten Thörnblad, riddarkorset 2002-11-14
- Ann Årefeldt, riddarkorset 2004-09-07
- Friherrinnan Kirstine von Blixen-Finecke, storkorset 2004-09-07
- Karin Grundel, riddarkorset 2004-09-07
- Överste Ulf Gunnehed, storriddarkorset 2004-09-07
- Marie Hadd, riddarkorset 2004-09-07
- Juristen och diplomaten Catherine von Heidenstam, storriddarkorset med stjärna 2004-09-07
- Diplomaten Bertil Jobeus, storkorset 2004-09-07
- Hovdamen Christina von Schwerin, storriddarkorset 2004-09-07
- Per Sjöberg, riddarkorset 2004-09-07
- Hovmarskalken Elisabeth Tarras-Wahlberg, storriddarkorset med stjärna 2004-09-07
- Kronprinsessan Victoria[2] storkorset 2004-09-07
- Professor Gunnar Boman, riddarkorset 2005-04-15
- Litteraturvetaren, professor Lars Lönnroth, riddarkorset 2005-05-24
- Kristinn Jóhannesson, riddarkorset 2005-09-30
- Språkforskaren och ledamoten av Svenska Akademien Sture Allén, riddarkorset 2007-05-05
- Professorn i klinisk kemi Anders Grubb, Lunds universitet, riddarkorset 2007-08-13 för forskning rörande "Icelandic hereditary diseases"
- Ambassadören Madeleine Ströje-Wilkens, storriddarkorset med stjärna 2009-08-28
- Politikern och diplomaten Anders Ljunggren, storkorset 2013-07-22
- Ordföranden i Röhsska museets vänförening Tomas Söderberg, riddarkorset 2016-05-01[3]
- Diplomaten Bosse Hedberg, storkorset 2017-06-22
- Prins Daniel, Hertig av Västergötland, storkorset 17 januari 2018-01-17 [4]
- Översättaren John Swedenmark, riddare 2018[5]
- Kammarherren Per Ström, riddare 2018.
- Einar Lyth, (Lyth, H.E.) riddarkorset 1971-05-03.
- Professor Peter Högberg, tidigare rektor för SLU, storriddarkorset 2018 [6]